# 宮中晩餐会
宮中晩餐会（きゅうちゅうばんさんかい）は、天皇・皇后が国賓をもてなすために宮中すなわち皇居宮殿・豊明殿で催す晩餐会。
即位の礼の祝宴たる饗宴の儀（きょうえんのぎ）や、立太子の礼、成婚などを披露し祝福を受ける祝宴である宮中饗宴の儀（きゅうちゅうきょうえんのぎ）もこれに含意し、また両者は国事行為として執り行われる。

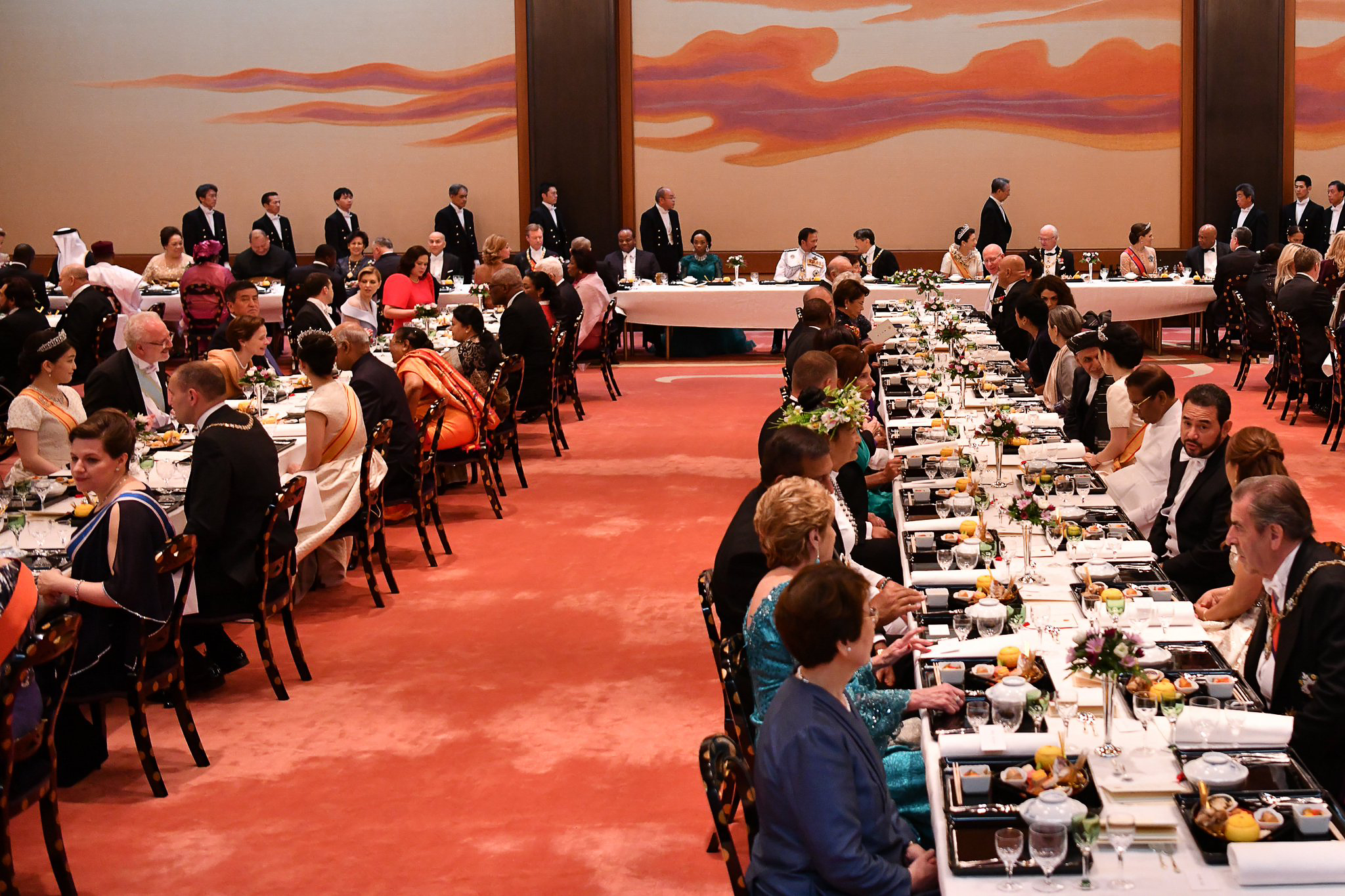
天皇徳仁の即位の礼・饗宴の儀
2019年10月22日

## 概要
出席者は皇太子・皇太子妃をはじめとする皇族、内閣総理大臣・同夫人、衆議院議長、参議院議長、最高裁判所長官ら三権の長を筆頭に、国務大臣や経済界のトップほか、ノーベル賞受賞者など約百数十人である。
天皇・皇后は宮殿南車寄で国賓とその配偶者を迎え、長和殿石橋の間に入る。ここで皇族や三権の長ら出席者の挨拶を受ける。出席者らが豊明殿の各テーブルに着くと、天皇と国賓らは石橋の間を出て豊明殿に向かう。豊明殿では一同が起立して迎え、宮内庁楽部により『親愛』（作曲：芝祐靖）が演奏される中、天皇や国賓らが入場する。はじめに天皇が歓迎のスピーチをし、相手国の国歌を吹奏し、乾杯する。続いて国賓がスピーチし、日本国歌が吹奏されて再び乾杯する。その後晩餐となり、楽部により相手国と所縁のある曲が演奏される。

## 料理
料理は国際儀礼にならいフランス料理のフルコース。メインの肉料理は宗教上の制約への配慮から羊肉が選ばれることが多いが、最終的には賓客の好みなどに合わせて決められる。トランプ大統領夫妻の際には、牛肉ステーキとなった。食事中のお酒は、主に赤白のワイン。
かつて、パンはテーブルクロスの上に直接置かれていたが、平成期になって皿を置くように変えられた。テーブルを彩る花々も、相手国の国旗に合わせた色が選ばれるようになった。
明治以来、料理はウエーターが大皿を持って回り、賓客が好きな量を自分で取り分ける方式だった。英国でかつて流行した方式で、日本では1874年9月に明治天皇の誕生日を祝うため開かれた晩さん会から続き、客に好きな料理を好きなだけ食べてもらう、という意味合いのサービスだった。
2025年のブラジルのルラ大統領夫妻を迎えた宮中晩餐会から、料理をあらかじめ一人ずつ皿に盛り付けて提供する方式に変更する。宮内庁によると、両陛下の意向によるもので、大皿から取り分ける際に、会話が中断してしまうケースが多かったことなどが理由という。

## ドレスコード
男性は燕尾服、タキシード、紋付羽織袴。女性はロングドレス、白襟紋付が通例であるが、2025年にブラジルのルラ大統領を国賓として招いた晩餐会では、相手国の要望で初めてドレスコードに平服が指定され、男性はダークスーツ、女性はデイ・ドレスで執り行われた。

## 国賓の一覧

### 第125代天皇即位の礼・饗宴の儀

#### 出席した各国要人
- 総勢：158か国
  - 国家元首級：70カ国
  - 皇室・王室：20カ国
  - 副大統領級：15カ国
  - 首相級：20カ国
  - 閣僚級：35カ国

| - イスラエル： ヘルツォグ大統領夫妻 - インド： ヴェンカタラマン大統領 - インドネシア： スハルト大統領 - トルコ： オザル大統領 - パキスタン： カハーン大統領夫妻 - バングラデシュ： エルシャド大統領夫妻 - フィリピン： コラソン・アキノ大統領 - ブータン： ジグミ・シンゲ・ワンチュク国王 - ブルネイ： ハサナル・ボルキア国王 - マレーシア： アズラン・シャー国王、バイヌン王妃 - モルディブ： ガユーム大統領夫妻 - モンゴル： オチルバト大統領夫妻 - アラブ首長国連邦： ムハンマド殿下 - 大韓民国： 姜英勲首相 - クウェート： ナーセル殿下（当時イラクによって占領されていたため亡命政府が派遣） - サウジアラビア： ナワーフ殿下 - シンガポール： リー・クアンユー首相 - スリランカ： ウィジェートゥンガ首相 - タイ： ワチラーロンコーン王太子 - 中華人民共和国： 呉学謙国務院副総理 - ネパール： 王弟ギャネンドラ国王名代、ディペンドラ王太子 - ベトナム： グエン・フー・ト国家評議会副議長 - ミャンマー： ター・トゥン法務長官夫妻 - ラオス： プーン閣僚評議会副議長夫妻 - レバノン： モナ・ジャマル・ヘラウィ大統領夫人 | - アイスランド： フィンボガドッティル大統領 - アイルランド： ヒラリー大統領夫妻 - イタリア： スパドリーニ上院議長 - オーストリア： ワルトハイム大統領夫妻 - キプロス： バシリウ大統領夫妻 - スウェーデン： カール16世グスタフ国王、シルヴィア王妃 - デンマーク： マルグレーテ2世女王、ヘンリク王配 - ドイツ： ワイツゼッカー大統領夫妻 - ハンガリー： ゲンツ大統領 - フィンランド： コイビスト大統領夫妻 - ブルガリア： ジェレフ大統領夫妻 - ベルギー： ボードワン国王・ファビオラ王妃 - ポルトガル： ソアレス大統領夫妻 - マルタ： タポーネ大統領夫妻 - ユーゴスラビア： ヨビッチ連邦幹部会議長夫妻 - ルーマニア： イリエスク大統領 - ルクセンブルク： ジャン大公、ジョゼフィーヌ＝シャルロット大公妃 - イギリス： チャールズ王太子、ダイアナ王太子妃 - オランダ： ウィレム＝アレクサンダー王太子 - ギリシャ： ミツォタキス首相夫妻 - ソビエト連邦： アナトリー・ルキヤノフ連邦最高会議議長夫妻 - チェコスロバキア： ドプチェク連邦議会議長 - フランス： ロカール首相夫妻 - ポーランド： コザエキビッチ下院議長夫妻 - カナダ： ナティシン総督 - アメリカ合衆国： クエール副大統領夫妻 |
| - アルゼンチン：メネム大統領 - エクアドル：パロディ副大統領夫妻 - エルサルバドル：クリスティアーニ大統領夫妻 - ガイアナ：ホイト大統領夫妻 - グアテマラ：リベラ外相夫妻 - コスタリカ：カルデロン大統領夫妻 - コロンビア：ハラミージョ副大統領夫妻 - ジャマイカ：マンレイ首相 - チリ：シルバ・シマ外相 - ドミニカ国：シグノレット大統領 - パナマ：エンダラ大統領夫妻 - パラグアイ：ロドリゲス大統領夫妻 - ブラジル：コロール大統領夫妻 - ボリビア：パス・サモラ大統領 - ホンジュラス：カジェハス大統領夫妻 - ウルグアイ：トマシーノ最高裁判所長官夫妻 - セントクリストファーネイビス：アリンデール総督夫妻 - ドミニカ共和国：モラレス副大統領夫妻 - トリニダード・トバゴ：ダス大使夫妻 - ニカラグア：トレホス最高裁判所長官夫妻 - ハイチ：ラトルチュー外相夫妻 - バハマ：メイナード副首相夫妻 - ベネズエラ：モラレス国会議長夫妻 - ペルー：マルチャン外相夫妻 - ベリーズ：ゴードン総督 - メキシコ：サリーナス大統領夫人 | - キリバス：タバイ大統領夫妻 - ナウル：ドウィヨゴ大統領夫妻 - 西サモア：マリエトア・タヌマフィリ2世国家元首 - フィジー：ガニラウ大統領夫妻 - マーシャル諸島：カブア大統領夫妻 - ミクロネシア連邦：ハグレルガム大統領夫妻 - オーストラリア：ヘイドン総督夫妻 - ソロモン諸島：レピン総督夫妻 - ニュージーランド：リーブス総督夫妻 - パプアニューギニア：エリ総督夫妻 |
| - カメルーン：ビヤ大統領夫妻 - ガンビア：ジャワラ大統領 - ケニア：モイ大統領 - ザンビア：カウンダ大統領 - ジブチ：グレド大統領 - セネガル：ディウフ大統領 - 中央アフリカ共和国：コリンバ大統領夫妻 - トーゴ：エヤデマ大統領夫妻 - ボツワナ：マシーレ大統領夫妻 - スワジランド：デイビッド殿下(駐韓国大使)及び妃殿下 - マリ共和国：トラオレ大統領夫妻 - モロッコ：ラシド殿下(第2王子) - アルジェリア：ベンハビレス憲法評議会議長夫妻 - ギニア：トラオレ外相 - ナミビア：グリラブ外相夫妻 - ニジェール：ムタリ国民会議議長夫妻 - ブルンジ：ムボニンパ外相 - 南アフリカ共和国：クーン総領事夫妻 | - 国際連合：ハビエル・ペレス・デ・クエヤル事務総長 - ヨーロッパ共同体：アンドリーセン副委員長夫妻 |

### 昭和時代
| 年                 | 月日                   | 貴賓名                                                                        | 貴賓名 | 備考 |
| ------------------ | ---------------------- | ----------------------------------------------------------------------------- | --- | --- |
| 昭和30年（1955年） | 12月                   | カンボジア王国                                                                | 前国王（首相）ノロドム・シハヌーク、王妹ラシミ・ソパン | |
| 昭和31年（1956年） | 11月                   | エチオピア帝国                                                                | 皇帝ハイレ・セラシエ1世 | |
| 昭和32年（1957年） | 11月                   | イラク                                                                        | 王太子アブドゥル＝イラーフ | |
| 昭和33年（1958年） | 3月 5月 9月 12月       | ラオス王国 イラン インド フィリピン                                           | 王族（首相）スワンナ・プーマ、 同妃アリーヌ・クレア・アラード 皇帝モハンマド・レザー・パフラヴィー ラージェーンドラ・プラサード大統領 カルロス・ガルシア大統領、レオニーラ・ガルシア同夫人                                                                            | |
| 昭和34年（1959年） | 6月 11月               | インドネシア エチオピア帝国                                                   | スカルノ大統領 皇太子アスファ・ウォセン、皇太子妃メドフェリアッシュワーク・アベベ | |
| 昭和35年（1960年） | 4月 12月               | ネパール王国 パキスタン                                                       | 国王マヘンドラ、王妃ラトナ アユーブ・ハーン大統領 | |
| 昭和36年（1961年） | 5月 11月 12月          | ペルー イギリス アルゼンチン                                                  | マヌエル・プラド・ウガルテチェ大統領、クロリンダ・マラガ・デ・プラド同夫人 王女アレクサンドラ アルトゥーロ・フロンディシ大統領、エレナ・フロンディシ同夫人 | 第二次世界大戦後の日本を訪れた最初の英国王族。 翌年には、秩父宮妃勢津子が戦後初めて日本の皇族として返礼訪英。 |
| 昭和37年（1962年） | 10月                   | メキシコ                                                                      | アドルフォ・ロペス・マテオス大統領、エヴァ・サマノ同夫人 | |
| 昭和38年（1963年） | 4月 5月 11月           | オランダ タイ 西ドイツ                                                        | 王女ベアトリクス 国王プーミポン、王妃シリキット ハインリヒ・リュプケ大統領、ヴィルヘルミーネ・リュプケ同夫人 | |
| 昭和39年（1964年） | 1月 6月                | ベルギー マレーシア                                                           | 国王ボードゥアン1世、王妃ファビオラ 国王サイド・プトラ、王妃テンク・ブトリア | |
| 昭和40年（1965年） | 11月                   | マダガスカル                                                                  | フィリベール・ツィラナナ大統領、ジュスティーヌ・ツィラナナ同夫人 | |
| 昭和41年（1966年） | 9月                    | ビルマ連邦 フィリピン                                                         | ネ・ウィン革命評議会議長、キン・ミー・タン同夫人 フェルディナンド・マルコス大統領、イメルダ・マルコス同夫人 | |
| 昭和43年（1968年） | 3月 4月                | インドネシア ユーゴスラビア                                                   | スハルト大統領、シティ・ハルティナ同夫人 ヨシップ・ブロズ・チトー大統領、ヨヴァンカ・ブロズ同夫人 | |
| 昭和44年（1969年） | 4月                    | アフガニスタン王国                                                            | 国王ムハンマド・ザーヒル・シャー、王妃ホマイラ・ベグム | |
| 昭和46年（1971年） | 4月 5月                | コンゴ民主共和国 サウジアラビア                                               | モブツ・セセ・セコ大統領、マリー＝アントワネット・モブツ同夫人 国王ファイサル | |
| 昭和47年（1972年） | 3月 4月                | メキシコ パラグアイ                                                           | ルイス・エチェベリア大統領、マリア・エステル・ズーノ同夫人 アルフレド・ストロエスネル大統領 | |
| 昭和49年（1974年） | 11月                   | アメリカ合衆国                                                                | ジェラルド・R・フォード大統領、ベティ・フォード同夫人 | |
| 昭和50年（1975年） | 4月 5月                | ルーマニア イギリス                                                           | ニコラエ・チャウシェスク大統領、エレナ・チャウシェスク同夫人 女王エリザベス2世、王配エディンバラ公フィリップ | |
| 昭和51年（1976年） | 3月 9月                | ヨルダン ブラジル                                                             | 国王フセイン1世、王妃アリア・トゥカン エルネスト・ガイゼル大統領、ルーシー・ガイゼル同夫人 | |
| 昭和52年（1977年） | 4月                    | フィリピン                                                                    | フェルディナンド・マルコス大統領、イメルダ・マルコス同夫人 | 1966年以来2度目の国賓訪問。                                                                                   |
| 昭和53年（1978年） | 3月 4月 5月 10月       | ブルガリア バングラデシュ 西ドイツ ネパール王国 メキシコ                      | トドル・ジフコフ国家評議会議長 ジアウル・ラフマン大統領、カレダ・ジア同夫人 ヴァルター・シェール大統領、ミルドレッド・シェール同夫人 国王ビレンドラ、王妃アイシュワリヤ ホセ・ロペス・ポルティーヨ大統領、カルメン・ロマノ同夫人                                      | |
| 昭和54年（1979年） | 4月 6月 9月 10月       | セネガル アメリカ合衆国 スリランカ アルゼンチン                               | レオポール・セダール・サンゴール大統領、コレット・サンゴール同夫人 ジミー・カーター大統領、ロザリン・カーター同夫人 ジュニウス・リチャード・ジャヤワルダナ大統領、エリナ・ジャヤワルダナ同夫人 ホルヘ・ラファエル・ビデラ大統領、アリシア・ラケル・アルトリッジ同夫人 | |
| 昭和55年（1980年） | 3月 4月 5月 9月 10月   | パナマ · スウェーデン · 中華人民共和国 · ザンビア · スペイン                  | アリスティデス・ロヨ大統領、アデラ・ルイス・デ・ロヨ同夫人 国王カール16世グスタフ、王妃シルヴィア 華国鋒国務院総理 ケネス・カウンダ大統領、ベティ・カウンダ同夫人 国王フアン・カルロス1世、王妃ソフィア                                                               | |
| 昭和56年（1981年） | 3月 4月 5月            | タンザニア · デンマーク · 東ドイツ                                            | ジュリウス・ニエレレ大統領、マリア・ニエレレ同夫人 女王マルグレーテ2世、王配ヘンリック エーリッヒ・ホーネッカー国家評議会議長 | |
| 昭和57年（1982年） | 3月 4月                | イタリア · ケニア · フランス                                                  | アレッサンドロ・ペルティーニ大統領 ダニエル・アラップ・モイ大統領 フランソワ・ミッテラン大統領、ダニエル・ミッテラン同夫人 | |
| 昭和58年（1983年） | 4月 7月 9月 10月 11月  | エジプト · パキスタン · アイルランド · ノルウェー · アメリカ合衆国            | ホスニー・ムバーラク大統領、スザンヌ・ムバーラク同夫人 ムハンマド・ジア＝ウル＝ハク大統領、シャフィーク・ジア同夫人 パトリック・ヒラリー大統領、メイヴ・ヒラリー同夫人 国王オーラヴ5世 ロナルド・レーガン大統領、ナンシー・レーガン同夫人                             | |
| 昭和59年（1984年） | 4月 5月 7月 9月        | ブルネイ · カタール · ブラジル · ビルマ連邦社会主義共和国 · 大韓民国 · ガボン | 国王ハサナル・ボルキア、王妃サレハ 首長ハリーファ・ビン・ハマド・アール＝サーニー ジョアン・フィゲイレド大統領、ドルス・フィゲイレド同夫人 サン・ユ大統領、タン・シェイン同夫人 全斗煥大統領、李順子同夫人 オマール・ボンゴ大統領、ジョゼフィーヌ・ボンゴ同夫人       | |
| 昭和60年（1985年） | 6月                    | バングラデシュ                                                                | フセイン・モハンマド・エルシャド大統領、ローシャン・エルシャド同夫人 | |
| 昭和61年（1986年） | 7月 9月 10月 11月 12月 | アルゼンチン · ニジェール · フィンランド · フィリピン · メキシコ              | ラウル・アルフォンシン大統領、マリア・ロレンサ・バレネチ同夫人 セイニ・クンチェ最高軍事評議会議長 マウノ・コイヴィスト大統領、テレルヴォ・コイヴィスト同夫人 コラソン・アキノ大統領 ミゲル・デ・ラ・マドリ・ウルタード大統領、パロマ・コルデロ同夫人                  | |
| 昭和62年（1987年） | 6月                    | ポーランド                                                                    | ヴォイチェフ・ヤルゼルスキ国家評議会議長、バルバラ・ヤルゼルスカ同夫人 | |
| 昭和63年（1988年） | 4月 6月                | ベネズエラ セネガル                                                           | ハイメ・ルシンチ大統領 アブドゥ・ディウフ大統領、エリザベット・ディウフ同夫人 | |

### 平成時代
| 年                 | 月日                                      | 貴賓名                                               | 貴賓名 | 備考                                          |
| ------------------ | ----------------------------------------- | ---------------------------------------------------- | --- | --------------------------------------------- |
| 平成元年（1989年） | 10月16日 12月18日                         | ジンバブエ タンザニア                                | ロバート・ムガベ大統領 アリ・ハッサン・ムウィニ大統領、シティ・ムウィニ同夫人 | 平成時代初の海外貴顕を招いての宮中行事。      |
| 平成2年（1990年）  | 5月14日 5月24日                           | アラブ首長国連邦 · 大韓民国                          | ザーイド・ビン・スルターン・アール・ナヒヤーン大統領 盧泰愚大統領、金玉淑同夫人 |                                               |
| 平成3年（1991年）  | 4月16日 10月22日                          | ソビエト連邦 オランダ                                | ミハイル・ゴルバチョフ大統領、ライサ・ゴルバチョワ同夫人 女王ベアトリクス |                                               |
| 平成4年（1992年）  | 1月9日 3月16日 4月23日                    | アメリカ合衆国 ペルー チェコスロバキア               | ジョージ・H・W・ブッシュ大統領、バーバラ・ブッシュ同夫人 アルベルト・フジモリ大統領、スサーナ・ヒグチ同夫人 ヴァーツラフ・ハヴェル大統領、オルガ・ハヴロヴァ同夫人 |                                               |
| 平成5年（1993年）  | 3月10日 4月5日 10月12日 10月19日          | フィリピン マレーシア ロシア ポルトガル              | フィデル・ラモス大統領、アメリータ・ラモス同夫人 国王アズラン・シャー、王妃トゥアンク・バイヌン ボリス・エリツィン大統領、ナイーナ・エリツィナ同夫人 マリオ・ソアレス大統領、マリア・バローゾ同夫人                                                                                 |                                               |
| 平成6年（1994年）  | 3月24日 12月7日                           | 大韓民国 · ポーランド                                | 金泳三大統領、孫命順同夫人 レフ・ヴァウェンサ大統領、ダヌータ・ヴァウェンサ同夫人 |                                               |
| 平成7年（1995年）  | 2月22日 3月14日 7月4日                    | アイルランド · エジプト · 南アフリカ共和国           | メアリー・ロビンソン大統領、ニコラス・ロビンソン同夫君 ホスニー・ムバーラク大統領、スザンヌ・ムバーラク同夫人 ネルソン・マンデラ大統領 | 1983年以来2度目の国賓訪問。                   |
| 平成8年（1996年）  | 3月13日 4月17日 7月10日 10月22日 11月18日 | ブラジル アメリカ合衆国 チュニジア ベルギー フランス | フェルナンド・エンリケ・カルドーゾ大統領、ルース・カルドーゾ同夫人 ビル・クリントン大統領、ヒラリー・クリントン同夫人 ザイン・アル＝アービディーン・ベン・アリー大統領、レイラ・ベン・アリー同夫人 国王アルベール2世、王妃パオラ ジャック・シラク大統領、ベルナデット・シラク同夫人 |                                               |
| 平成9年（1997年）  | 3月12日 4月7日 11月17日                   | メキシコ · ドイツ · ブルガリア                       | エルネスト・セディージョ大統領、ニルダ・パトリシア・ベラスコ同夫人 ローマン・ヘルツォーク大統領 ペタル・ストヤノフ大統領、アントニーナ・ストヤノヴァ同夫人 |                                               |
| 平成10年（1998年） | 4月14日 10月7日 11月26日 12月2日          | イタリア · 大韓民国 · 中華人民共和国 · アルゼンチン  | オスカル・ルイージ・スカルファロ大統領 金大中大統領、李姫鎬同夫人 江沢民国家主席、王冶坪同夫人 カルロス・メネム大統領 |                                               |
| 平成11年（1999年） | 4月5日 6月2日 12月1日                     | ルクセンブルク · オーストリア · ヨルダン             | 大公ジャン、大公妃ジョセフィーヌ トーマス・クレスティル大統領、マルゴット・クレスティル＝レフラー同夫人 国王アブドゥッラー2世、王妃ラーニア | ヨルダン国王は同年の2月7日に即位した新国王。  |
| 平成12年（2000年） | 4月10日                                   | ハンガリー                                           | ゲンツ・アールパード大統領、ゲンテール・マリア・ズザンナ同夫人 |                                               |
| 平成13年（2001年） | 3月26日                                   | ノルウェー · 南アフリカ共和国                        | 国王ハーラル5世、王妃ソニア タボ・ムベキ大統領、ザネレ・ドラミニ・ムベキ同夫人 |                                               |
| 平成14年（2002年） | 12月3日                                   | フィリピン                                           | グロリア・アロヨ大統領、ホセ・ミゲル・アロヨ同夫君 |                                               |
| 平成15年（2003年） | 6月6日 6月23日 10月15日                   | 大韓民国 · インドネシア · メキシコ                   | 盧武鉉大統領、権良淑同夫人 メガワティ・スカルノプトゥリ大統領、タウフィック・キマス同夫君 ビセンテ・フォックス・ケサーダ大統領、マルタ・サアグン同夫人 |                                               |
| 平成16年（2004年） | 11月16日                                  | デンマーク                                           | 女王マルグレーテ2世、王配ヘンリック | 1981年以来2度目の訪問。                       |
| 平成17年（2005年） | 3月7日 11月28日                           | マレーシア モロッコ                                  | 国王サイドシラジュディン、王妃テンク・ファウジア 国王ムハンマド6世 |                                               |
| 平成18年（2006年） | 11月27日                                  | インドネシア                                         | スシロ・バンバン・ユドヨノ大統領、アニ・ユドヨノ同夫人 |                                               |
| 平成19年（2007年） | 3月26日 11月26日                          | スウェーデン · ベトナム                              | 国王カール16世グスタフ、王妃シルヴィア グエン・ミン・チエット国家主席、チャン・ティ・キム・チ同夫人 | スウェーデン国王は1980年以来2度目の国賓訪問。 |
| 平成20年（2008年） | 5月7日 11月10日                           | 中華人民共和国 スペイン                              | 胡錦濤国家主席、劉永清同夫人 国王フアン・カルロス1世、王妃ソフィア | スペイン国王は1980年以来2度目の国賓訪問。     |
| 平成21年（2009年） | 5月11日                                   | シンガポール                                         | S・R・ナザン大統領、ウルミラ・ナンディ同夫人 |                                               |
| 平成22年（2010年） | 5月16日                                   | カンボジア                                           | 国王ノロドム・シハモニ |                                               |
| 平成23年（2011年） | 11月16日                                  | ブータン                                             | 国王ジグミ・ケサル・ナムゲル・ワンチュク、王妃ジェツン・ペマ・ワンチュク | 第125代天皇明仁の名代として徳仁が代行。       |
| 平成24年（2012年） | 3月21日 10月3日                           | クウェート マレーシア                                | 首長サバーハ・アル＝アフマド・アル＝ジャービル・アッ＝サバーハ 国王アブドゥル・ハリム・ムアザム・シャー、王妃スルタナ・ハミナ・ハミドゥン | 第125代天皇上皇明仁の名代として徳仁が代行。   |
| 平成25年（2013年） | 6月7日                                    | フランス                                             | フランソワ・オランド大統領、ヴァレリー・トリールヴァイレール女史 |                                               |
| 平成26年（2014年） | 3月17日 4月24日 10月29日                  | ベトナム · アメリカ合衆国 · オランダ                 | チュオン・タン・サン国家主席、マイ・ティ・ハン同夫人 バラク・オバマ大統領 国王ウィレム＝アレクサンダー、王妃マクシマ・ソレギエタ | 皇太子妃雅子が11年ぶりに出席。                |
| 平成27年（2015年） | 6月3日                                    | フィリピン                                           | ベニグノ・アキノ3世大統領 |                                               |
| 平成28年（2016年） | 10月11日 12月1日                          | ベルギー シンガポール                                | 国王フィリップ、王妃マティルド トニー・タン大統領、メアリー・タン同夫人 |                                               |
| 平成29年（2017年） | 4月5日 11月27日                           | スペイン ルクセンブルク                              | 国王フェリペ6世、王妃レティシア 大公アンリ |                                               |
| 平成30年（2018年） | 5月30日                                   | ベトナム                                             | チャン・ダイ・クアン国家主席、グエン・ティ・ヒエン同夫人 |                                               |

### 令和時代
| 年                 | 月日    | 貴賓名         | 貴賓名                                                                                 | 備考               |
| ------------------ | ------- | -------------- | -------------------------------------------------------------------------------------- | ------------------ |
| 令和元年（2019年） | 5月27日 | アメリカ合衆国 | ドナルド・ジョン・トランプ大統領、メラニア・トランプ同夫人                             | 令和時代初の国賓。 |
| 令和7年（2025年）  | 3月25日 | ブラジル       | ルイス・イナシオ・ルーラ・ダ・シルヴァ大統領、ロサンジェラ・ルーラ・ダ・シルヴァ同夫人 | 愛子内親王が初出席 |